# Padmaly
A padmaly szónak több jelentése van, különböző területeken és korokban több dologra használták:
- Földbe ásott üreg, gödör, kút kiszélesítése. Ez lehetett egy sír, amelynek az oldalába üreget ástak, ebbe betolták a koporsót, hogy a lezuhanó föld ne nyomja be a fedelét;[1] vagy két, egymás mellett fekvő sír közötti, föld alatti alagút.[2]
- Mélyítés egy agyagszedésre ásott kút oldalában.[3]
- Patak, folyó által a partoldalba vájt hosszanti bemélyedés, ahova a halak behúzódtak, s ahonnan ki lehetett halászni őket (padmalyozás).
- A padlás tető alatti, nehezen megközelíthető része.[4]